# Lemon Bank
Lemon Bank foi um banco brasileiro privado formado em 2002 que operava exclusivamente por meio de correspondentes bancários (instalados principalmente em supermercados, padarias, farmacias, lojas de conveniência, etc.). Contava com presença em 24 Estados brasileiros mais o Distrito Federal. Atuou principalmente no pagamento de contas e fichas de compensação de todos os bancos e recargas de celular pré-pago. Adicionalmente, o banco também oferecia empréstimos e aberturas de contas corrente e poupança, destinado principalmente à população de baixa renda.
Desde 26/01/2011 o Banco Lemon S.A. passou a utilizar a denominação Banco Bracce S.A.